# Рогнеда (имя)
Рогне́да, (церк.-слав. Рогънѣдь) — русское личное имя. Раннее заимствование из скандинавских языков, ср. др.-сканд. Rag(n)heidr.
Лингвист Макс Фасмер и историки-скандинависты Е. А. Рыдзевская и Т. Н. Джаксон указывают скандинавский оригинал имени — Ragnheid (в др.-исл. нормализованном написании — Ragnheiðr). Лингвист-скандинавист Ф. Б. Успенский называет имя определённо скандинавским по происхождению и отмечает, что оно много раз фиксируется в скандинавских источниках. Согласно лингвисту С. Л. Николаеву, славянизированная форма Рогнѣдь производна от имени *Rоgnêd и отражают регулярную фонетику реконструируемого лингвистом континентального северогерманского языка (скандинавского диалекта, сформировавшегося на Руси).
Из русских летописей и других источников известна Рогнеда Рогволодовна, (ок. 960 — ок. 1000), полоцкая княжна, дочь князя полоцкого Рогволода, ставшая одной из жён киевского князя Владимира Святославича. Также известна княгиня Рогнеда Мстиславна, дочь Мстислава Владимировича Великого, жена волынского князя Ярослава Святополчича.
Производные: Рогнедка, Неда, Рода.